# Guido Gagliardi
Guido Gagliardi (* 27. September 1937 in Ravenna, Italien; † 8. Juni 1996 in Novara) war ein italienischer Schauspieler.

## Leben
Gagliardi besuchte in Mailand die Schauspielschule und arbeitete mit den Regisseuren Dario Fo und Giorgio Strehler zusammen. In Deutschland wurde er durch seine Rollen in Fernseh- und Kinofilmen bekannt, unter anderem an der Seite von Harald Juhnke, Götz George, Dietmar Bär, Marius Müller-Westernhagen und Ottfried Fischer. Von 1988 an bis zu seinem Tode war Gagliardi Ensemblemitglied der ARD-Fernsehserie Lindenstraße in der Rolle des Enrico Pavarotti bzw. Natale Pavarotti.
Gagliardi starb am 8. Juni 1996 in Novara an Herzversagen. Er wurde in Vimercate, in der Lombardei, beigesetzt.

## Filmografie
- I promessi sposi (Die Verlobten; Kinofilm, 1967)
- Aufforderung zum Tanz (TV-Film, 1977; als Kohlenhauer Enno Goldini)
- Die große Flatter (TV-Serie, 1979; als Mario)
- Theo gegen den Rest der Welt (Kinofilm, 1980; als Kohlenhauer  und Fernfahrer Enno Goldini)
- Les Évasions célèbres (TV-Serie), Folge 5: Le Colonel Jenatsch (1981; als Wertmuller)
- Familientag (Kino-Kurzfilm, 1981)
- Köberle kommt (TV-Serie), Folge 9: Eine Blume namens „Falsche Liebe“ (1983; als Gärtner Gonzales)
- Das Wagnis des Arnold Janssen (Kinofilm, 1983)
- Auf Achse (TV-Serie), Folge 25: Sizilianische Geschäfte (1983; als Paolo)
- Treffer (TV-Film, 1984; als Leone)
- Sigi, der Straßenfeger (Kinofilm, 1984; als Luigi)
- Tatort (TV-Reihe), Folge 164: Rechnung ohne Wirt (1984; als Gastronom Guido Tessari)
- Jimmy Allegretto (TV-Film, 1986)
- Der Fahnder (TV-Serie), Folge 15: Hitzewelle (1986; als Berlangar)
- Neapel sehen und erben (TV-Film, 1988; als Antonio Sarti)
- Lindenstraße (TV-Serie), Folgen 137–556 (1988–96; als Enrico Pavarotti und – ab Folge 525 – als dessen Bruder Natale Pavarotti)
- Abenteuer Airport (TV-Serie, 1990; als Drogenschmuggler Giuseppe)
- Felix und 2x Kuckuck (TV-Serie, 1992)
- Ein Fall für zwei (TV-Serie), Folge 105: Eine mörderisch gute Idee (1993; als Mario Capella)
- Entführung aus der Lindenstraße (TV-Film, 1995; als Ferdi Schmitz)
- Der Bulle von Tölz: Palermo ist nah 1996; als Gemüsehändler Giovanni Cimulai